# Cajiga
Cajiga, ibland benämnd Ejido de Tultepec, är en ort i Mexiko, tillhörande kommunen Nextlalpan i delstaten Mexiko. Cajiga ligger i den centrala delen av landet och tillhör Mexico Citys storstadsområde. Orten hade 108 invånare vid folkmätningen 2010.